# Jaú do Tocantins
Pour les articles homonymes, voir Jaú.
Jaú do Tocantins est une municipalité brésilienne située dans l'État du Tocantins.